# Sinar Pagi (Kaur Selatan)
Sinar Pagi is een bestuurslaag in het regentschap Kaur van de provincie Bengkulu, Indonesië. Sinar Pagi telt 739 inwoners (volkstelling 2010).